# Nova Resistência
Nova Resistência é uma organização neofascista brasileira de orientação antiliberal, anticapitalista e tradicionalista. A organização é considerada pró-Rússia e apoia as opiniões do filósofo russo Aleksandr Dugin.

## História
A Nova Resistência surgiu como a seção brasileira do grupo americano neonazista New Resistance fundado por James Porrazzo. O grupo rejeita a globalização em favor de um sistema multipolar, opõe-se à privatização das empresas públicas, à dominação económica dos Estados Unidos e da União Europeia, reivindica uma herança política do movimento operário nacionalista de Getúlio Vargas, e extrai fortemente no pensamento do neofascista Alexander Dugin, especialmente na quarta teoria política.
A Nova Resistência iniciou a Conferência Global sobre Multipolaridade de 2023, com palestrantes incluindo o líder do NR Raphael Machado, Aleksandr Dugin, Maram Susli, Zhang Weiwei, Jan Carnogursky, Iurie Roșca, Matt Robson, Pepe Escobar e o vice-ministro da Cultura da Venezuela Sergio Arria, como bem como mensagens de vídeo da porta-voz do Ministério das Relações Exteriores da Rússia, Maria Zakharova, e do ministro das Relações Exteriores da Rússia, Sergei Lavrov.

## Ideologia
Na política económica, NR defende o distributismo, uma teoria económica inspirada na doutrina social católica e difundida por autores como Chesterton e Hilaire Belloc (1870–1953). Sua ideia principal é a defesa das pequenas propriedades privadas – que deveriam pertencer às famílias – em oposição à propriedade concentrada.
São contra certas políticas “progressistas”. Os apoiantes criticam frequentemente, por exemplo, o suposto lobby LGBT, grupos como Black Lives Matter e a ideologia de género. Contudo, também condenam algumas políticas sociais conservadoras.
Um texto no site do movimento afirma, por exemplo, que o “conservadorismo burguês” estava “imerso na decadência moderna”. "Quando falamos de 'conservadorismo' temos que nos perguntar: o que há para preservar? As noções burguesas de família corroeram o que, na verdade, as tradições pregavam como o núcleo ou seio da família. O neoliberalismo engoliu a vida dos clãs e "Famílias. Homens e mulheres, cujos papéis naturais já foram definidos, são agora esmagados pela fauna cinzenta das cidades."

O líder do grupo, Raphael Machado, disse:
Em 2015, o nacionalismo e o patriotismo no Brasil estavam intimamente ligados ao anticomunismo americanista, do qual não nos agradou. Como não éramos comunistas, nem liberais, nem fascistas, vimos que a única alternativa era construir nosso próprio movimento. Cada civilização tem sua própria identidade e visão de mundo, por isso deve atuar como um espaço geoestratégico autônomo, seguindo seus próprios princípios, embora preferencialmente em diálogo com outras civilizações.
O movimento não defende uma Terceira Via ou Terceira Posição, mas sim à "Quarta Teoria Politica".
Como no caso europeu, a NR operará dentro da lógica do sincretismo político, misturando elementos do conservadorismo social de direita com agendas anti-imperialistas, sindicalistas e anticapitalistas, lutando pela "competição mimética com movimentos radicais de esquerda" e borrando as fronteiras entre direita e esquerda.
Exemplos incluem o uso do discurso anticolonial e revolucionário para a unificação da América Latina contra o globalismo liderado pelos Estados Unidos, a justificativa do Estado como instrumento de planejamento econômico. No entanto, não se encaixam no desinteresse de quem diz não querer se posicionar" nem de direita nem de esquerda, já que apresentam uma visão clara do que pretendem para a sociedade. Argumentam, por exemplo, que o "resgate das espiritualidades tradicionais" é "fundamental para combater os males modernos e pós-modernos". Definem-se como tradicionalistas e nacionalistas e são contra o globalismo.
Na mesma linha, o movimento também acolherá e defenderá diferentes lutas de libertação no Terceiro Mundo, como o pan-arabismo do Baathismo e do Nasserismo, a Jamahiryia de Muammar Kadafi, o peronismo argentino, o bolivarianismo, o Hezbollah libanês e a revolução iraniana.
A Nova Resistência é frequentemente descrita por seus oponentes como uma organização neofascista.

## Vínculos com o Partido Democrático Trabalhista
Por defenderem personalidades como Alberto Pasqualini, Darcy Ribeiro, Leonel Brizola e Jango (de quem o movimento se considera herdeiro), alguns de seus integrantes eram filiados ao Partido Democrático Trabalhista (PDT) e por esse motivo foram acusados de "entrismo" e expulsos do partido.
Em maio de 2019, um militante do NR juntou-se aos dirigentes sindicais do Congresso Trabalhista do Rio de Janeiro e organizado pelos dirigentes sindicais do Rio de Janeiro, e também contou com a participação do vereador Leonel Brizola Neto, que se filiou ao partido .
As eleições de 2022, além de saudar certas posições e declarações do presidenciável Ciro Gomes, se agrupam para publicar publicamente os candidatos de Robinson Farinazzo e do ex-ministro da Defesa Aldo Rebelo, todos pelo Partido Democrático Trabalhista de São Paulo, esta última entrevista por Nova Resistência em seu canal no YouTube.

## US Global Engagement Center
Em 19 de outubro de 2023, o Centro de Engajamento Global do Departamento de Estado dos Estados Unidos emitiu um Relatório Especial alegando que o NR é uma criação do governo russo para promulgar desinformação no Brasil e que mantinha laços com o Movimento Eurasianista de Aleksandr Dugin. O relatório citava que a Nova Resistência hospedava “intelectuais” e “acadêmicos” russos que regularmente oferecem “influência maligna”.
O relatório citou membros do grupo reunidos com representantes da Belarus, Coreia do Norte, Síria e Venezuela, que expressaram abertamente apoio à organização terrorista Hezbollah, apoiada pelo Irã. O Departamento de Estado concluiu que a Nova Resistência é uma criação russa para mobilizar o povo brasileiro para lutar ao lado da Rússia e dos seus representantes na invasão russa da Ucrânia.